# 科林斯的拉伊斯

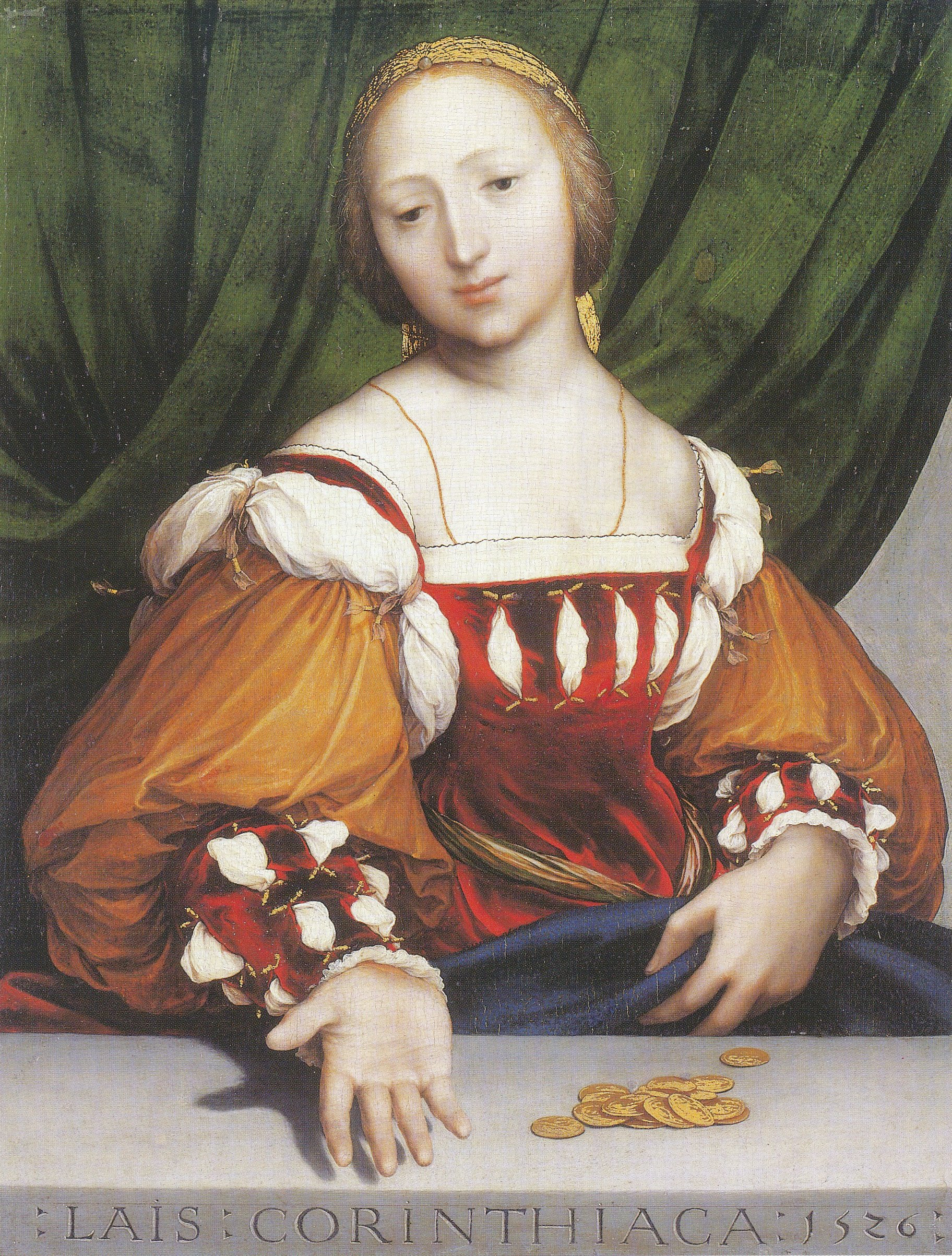
《科林斯的拉伊斯》（小漢斯·霍爾拜因作，藏於巴塞爾美術館）

科林斯的拉伊斯（約前425年）是古希臘名妓、交際花，出自科林斯，生活在伯羅奔尼撒戰爭時期，以與哲學家阿瑞斯提普斯、奧運會冠軍歐玻塔斯等人的關係聞名於世。
據一則逸事記載，狄摩西尼曾爲與她共度一夜斥資一千德拉克馬，卻被她要求提高十倍價格；與犬儒派哲學家第歐根尼相處時她卻分文不取。另一個版本傳說拉伊斯向狄摩西尼要價一千德拉克馬，後者拒絕後說：「花這麼多錢買後悔不值得。」

## 引用
1. ↑  Athenaeus, Deipnosophistae, 8.
2. ↑  Aulus Gellius, Noctes Atticae, 1.8.